# Archipiélago

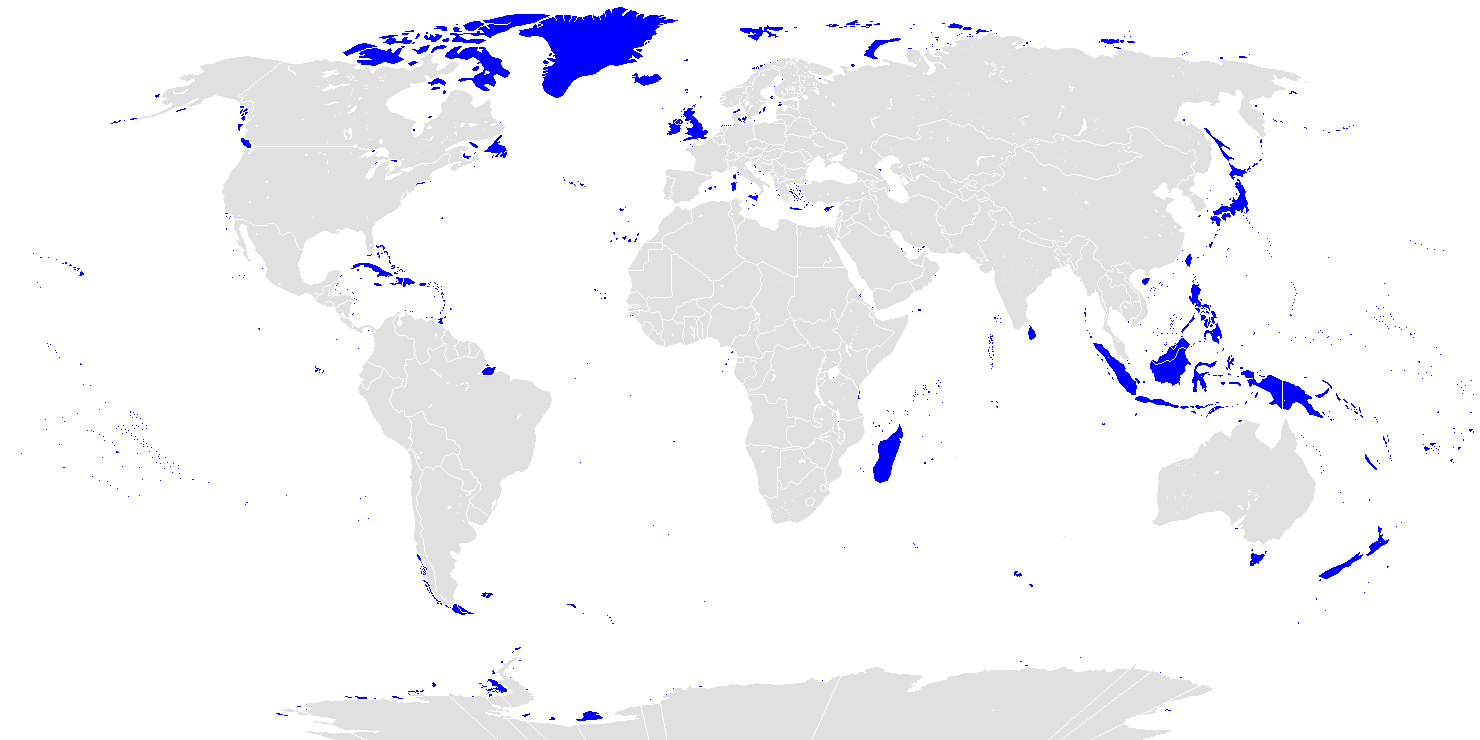
Principales archipiélagos e islas del mundo.

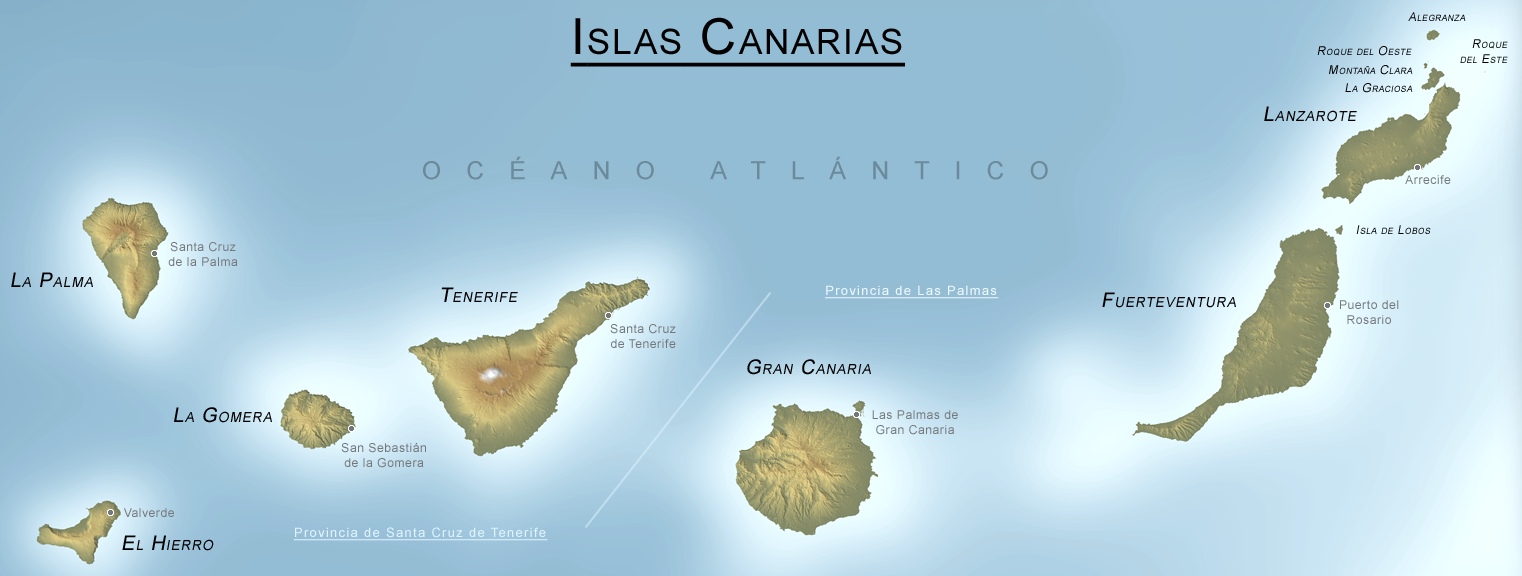
Mapa del archipiélago canario.

Un archipiélago es aquel conjunto, generalmente numeroso, de islas agrupadas en una superficie más o menos extensa del mar. Estas islas se encuentran cercanas entre sí y pueden tener su origen de diferentes maneras, y por eso hay varios tipos.
Estas islas son segmentos de territorios fértiles rodeados totalmente por mar, y juntos forman un archipiélago. Además de islas, los archipiélagos pueden contener otras masas de tierra menores como islotes, arrecifes y cayos.

## Etimología
La palabra viene del griego άρχι (quiere decir, «superior") y πέλαγος («mar"). Antiguamente la palabra archipielgus significaba «mar principal» y hacía referencia al mar Egeo por estar densamente poblado de islas. En italiano comenzó siendo el nombre propio para el mar Egeo desde 1268 y más adelante el uso pasó a referirse a las islas del mar Egeo. Desde ese momento se utiliza para referirse a cualquier grupo de islas o, a veces, a un mar que contiene un pequeño número de islas dispersas.

## Clasificación

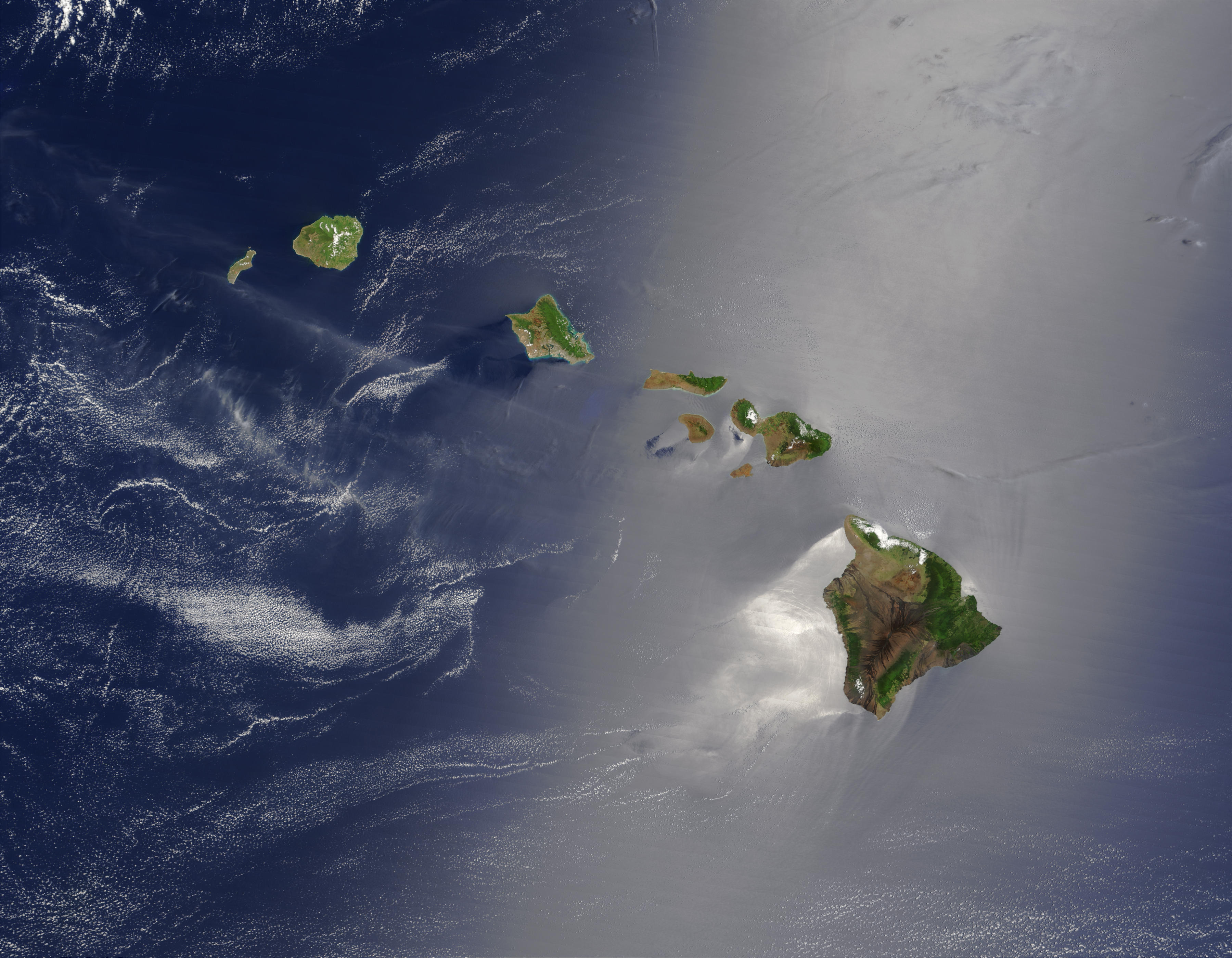
Vista satélite del archipiélago de Hawái. NASA MODIS. 2003.

Los archipiélagos más frecuentes son aquellos de naturaleza volcánica asociados a grandes erupciones de magma pero también pueden ser resultado de erosión o deposición de tierra.
Dependiendo del origen geológico, las islas que forman los archipiélagos se pueden considerar como islas oceánicas o islas continentales, y por consiguiente, los archipiélagos pueden ser oceánicos o continentales.

### Archipiélagos oceánicos
Los archipiélagos oceánicos están formados por islas que no pertenecen a una placa tectónica continental y son principalmente de origen volcánico. La formación de estos archipiélagos es mucho más rápida que la formación de archipiélagos continentales.
Canarias o el archipiélago de Hawái son ejemplos claros de este tipo de archipiélagos.

### Archipiélagos continentales
La masa de tierra que forman las islas continentales pertenecen a fragmentos de la corteza continental que se han separado de la masa principal del continente mediante el movimiento de las placas tectónicas y otros fenómenos geológicos. A diferencia de los archipiélagos oceánicos su formación es muy lenta.
Las islas Baleares, Groenlandia, las islas británicas o las islas Malvinas son ejemplos de archipiélagos continentales.

## Listado
La gran mayoría de los archipiélagos más conocidos se sitúan en el sudeste asiático; a este grupo podríamos añadir a las islas Hawái (pertenecen a Estados Unidos) y las islas Canarias (pertenecen a España). El archipiélago malayo, compuesto por más de 25 000 islas, está considerado uno de los más grandes del mundo. A continuación una lista de los archipiélagos más conocidos; no todos están incluidos debido a la dificultad de determinar todos los existentes en el mundo.
- Archipiélago Ártico Canadiense
- Archipiélago de las Guaitecas
- Archipiélago Guayaneco
- Archipiélago de Tierra del Fuego
- Archipiélago de Chiloé
- Archipiélago de las Baleares
- Archipiélago de Bismarck
- Archipiélago de Japón
- Archipiélago Malayo
- Archipiélago de Dahlak
- Archipiélago de Chagos
- Archipiélago de los Roques
- Archipiélago de Estocolmo
- Archipiélago de Turku
- Archipiélago de Juan Fernández
- Archipiélago de las Malvinas
- Archipiélago de las Azores
- Las Antillas Mayores
- Las Antillas Menores
- Archipiélago de Hawái
- Archipiélago de Samoa
- Archipiélago de San Andrés
- Archipiélago de Canarias
- Islas Galápagos
- Archipiélago de Nordenskiöld